# Priapus
Priapus hay Priapos trong tiếng Hy Lạp là một vị thần trong thần thoại Hy Lạp. Đây là vì thần sinh sản và tình dục bảo vệ vật nuôi, cây ăn quả, vườn cây và cơ quan sinh dục nam. Vị thần này được khắc họa có dương vật cương cứng to quá khổ. Trong một số ngôn ngữ châu Âu, chứng cương đau (tiếng Anh: Priapism) được đặt tên dựa trên tên vị thần này.
Tuy nhiên, theo một nghiên cứu mới công bố trên tạp chí Urology, "Dương vật bất cân xứng là dấu hiệu đặc trưng của bệnh hẹp bao quy đầu, cụ thể hơn là nghẹt bao quy đầu" và có thể là dấu hiệu của bệnh rối loạn quan hệ tình dục và vô sinh.